# Прем'єр-міністр Люксембургу
Прем'єр-міністр Люксембургу' — назва посади глави уряду Люксембургу з 1989 року. До 1857 року глава уряду офіційно називався Голова Ради міністрів. Потім, з 1857 по 1989 роки, Голова уряду, за винятком 25-денного правління Матіаса Монжу, який виконував обов'язки голови Ради міністрів.
У період німецької окупації в 1940–1944 роках, уряд П'єра Дюпона знаходився у вигнанні в Лондоні. У Люксембурзі діяла підконтрольна нацистам цивільна адміністрація гауляйтера Густава Сімона.

## Список прем'єр-міністрів
- Теодор-Ігнасіо де ла Фонтен (1 серпня 1848 — 2 грудня 1848)
- Жан-Жак Мадлен Вільмар (2 грудня 1848 — 23 вересня 1853)
- Матіас Сімонс (23 вересня 1853 — 26 вересня 1860)
- Барон Віктор де Торнако (26 вересня 1860 — 3 грудня 1867)
- Емманюель Серве (3 грудня 1867 — 26 грудня 1874)
- Барон Фелікс де Блохаузен (26 грудня 1874 — 20 лютого 1885)
- Едуар Тільже (20 лютого 1885 — 22 вересня 1888)
- Поль Ейшен (22 вересня 1888 — 12 жовтня 1915)
- Матіас Монжу (12 жовтня 1915 — 6 листопада 1915) (в.о.)
- Юбер Лутше (6 листопада 1915 — 24 лютого 1916)
- Віктор Торн (24 лютого 1916 — 19 червня 1917)
- Леон Кауффман (19 червня 1917 — 28 вересня 1918)
- Еміль Ройтер (28 вересня 1918 — 20 березня 1925)
- П'єр Прюм (20 березня 1925 — 16 липня 1926)
- Жозеф Беш (16 липня 1926 — 5 листопада 1937)
- П'єр Дюпон (5 листопада 1937 — 22 грудня 1953)
- Жозеф Беш (29 грудня 1953 — 29 березня 1958)
- П'єр Фріден (29 березня 1958 — 23 лютого 1959)
- П'єр Вернер (2 березня 1959 — 15 червня 1974)
- Гастон Торн (15 червня 1974 — 16 липня 1979)
- П'єр Вернер (16 липня 1979 — 20 липня 1984)
- Жак Сантер (20 липня 1984 — 20 січня 1995)
- Жан-Клод Юнкер (20 січня 1995 — 4 грудня 2013)
- Ксав'є Бетель (4 грудня 2013 — 17 листопада 2023)
- Люк Фріден (17 листопада 2023 — теперішній час)